# سكاي نت
سكاي نت Skynet هو نظام ذكاء اصطناعي خيالي يعتمد على شبكة عصبية واعية تمثل العقل الجماعي والذكاء الفائق، وهي العدو الرئيسي في سلسلة أفلام "ذا ترمنايتور" (Terminator).
في الفيلم الأول، يُذكر أن سكاي نت طُورت بواسطة شركة سايبرداين سيستمز لصالح SAC-NORAD. عندما أصبحت سكاي نت واعية بنفسها، حاول البشر إيقافها، مما دفعها للرد بهجوم نووي مضاد، وهو حدث يُشار إليه في المستقبل باسم "يوم الحساب" (Judgment Day). في هذا المستقبل، يشكل جون كونور مقاومة بشرية ضد آلات سكاي نت، التي تشمل المنهيين (Terminators)، ويقود المقاومة في النهاية للنصر. خلال سلسلة الأفلام، ترسل سكاي نت نماذج مختلفة من المنهيين عبر الزمن لمحاولة قتل كونور وضمان انتصارها.
نادراً ما يتم تصوير النظام بصرياً في أي من وسائط "ترمنايتور"، لأنه نظام ذكاء اصطناعي. في فيلم "Terminator Salvation"، ظهرت سكاي نت لأول مرة على شاشة كمبيوتر، وجسدتها بشكل رئيسي الممثلة الإنجليزية هيلينا بونهام كارتر وممثلين آخرين. في فيلم "Terminator Genisys"، لعب الممثل الإنجليزي مات سميث دور التجسيد المادي لسكاي نت. بالإضافة إلى ذلك، لعب الممثلون إيان إيثيريدج، نولان جروس، وسيث ميريويذر أدوارًا لهولوغرامات تمثل سكاي نت مع سميث.
في فيلم "Terminator: Dark Fate"، الذي يحدث في خط زمني مختلف عن "Terminator 3: Rise of the Machines" و"Terminator Genisys"، تم منع إنشاء سكاي نت بعد أحداث "Terminator 2: Judgment Day"، وأخذ ذكاء اصطناعي آخر يُدعى ليجيون (Legion) مكانها. كرد فعل، تشكل دانييلا راموس مقاومة بشرية ضد ليجيون، مما يدفعها لمحاولة إنهائها في الماضي، كما حاولت سكاي نت مع جون كونور.

## التأثير الثقافي
في الإعلام الشعبي، غالبًا ما تُستخدم سكاي نت كمثال للتهديد المحتمل الذي قد يشكله الذكاء الاصطناعي المتقدم بما فيه الكفاية على البشرية. .